# Љиг
Љиг је градско насеље у Србији и седиште истоимене општине у Колубарском управном округу. Према попису из 2022. било је 2.938 становника. Овде се налазе Кућа са првом апотеком у Љигу, Бања Љиг и Туристичка организација Љиг.

## Географија
Љиг се налази у западном делу Шумадије. На око 8 километара јужно од Љига је планина Рајац a 27 километара југоисточно планина Рудник. Кроз Љиг протиче истоимена река Љиг дужине 48,9 km, која је уједно и највећа притока реке Колубаре.

## Историја

#### Праисторија
Најраније присуство људи у ближој околини Љига, археолошки је потврђено од последњих векова II миленијума п. н. е. Праисторијски тумули из овог периода откривени су у Лалинцима и Дићима, а једна остава гривни, датованих у период 1200-1100. године п. н. е. (по Рајникеу) пронађена је у Јајчићу. Према овом налазу, једна група гривни у археолошкој литератури названа је Гучево - Барајево - Јајчић. Један тумул из халштатског периода који је датован у период 6-4. века п. н. е. ископаван је у Цветановцу. Сам хидроним Љиг је према истраживањима др Александра Ломе је предкелтског, највероватније илирског порекла што га чини једним од најстаријих топонима у западној Србији.

#### Средњи век
Први помен топонима Љиг у писаним изворима (у облику Lygh) као средњовековне жупе потиче из једне повеље угарског краља Жигмунда од 10. марта 1392. године где мачвански бан Никола II Горјански, иначе зет кнеза Лазара Хребељановића, размењује територије зване Детошева земља са угарским краљем. Ту сазнајемо да се жупа Љиг налазила у области рашке земље, нашег доњег Баната и да је припадала извесном властелину Детошу. Следећи помен жупе Љиг (у облику Ligh) налазимо у уговору из Тате, склопљеном у мају 1426. године између деспота Стефана Лазаревића и угарског краља Жигмунда којим је предвиђено да наследник деспота Стефана буде Ђурађ Бранковић, а да одређене области, међу којима и Детошева земља, буду изузете из тог наследства и предате краљу Жигмунду.
У близини Љига налазе се остаци средњовековне цркве у Дићима чија се градња датује у сам крај 13. и почетак 14. века чији је ктитор челник Влгдраг. Око цркве се налази близу 300 стећака у облику плоча што овај локалитет чини једном од највећих средњовековних некропола у Србији. У Славковици се налази црква Ваведења Пресвете Богородице грађена крајем 13. века. Занимљива је накнадно призидана капела на западној страни храма са два масивна саркофага и један мањи израђен од више мањих плоча за које је археолог Димитрије Мадас тврдио да припадају деспоту Ђурађу Бранковићу, његовој супрузи Јерини и сину Лазару. У селу Ба, поред извора реке Љиг налази се црква Светог Илије грађена почетком 15. века око које се налази средњовековно гробље без надгробних белега, а мало испод цркве налазила се поткапина у којој се налазила монашка келија.

#### Турски период
Љишки крај пада под турску власт 1458. године када један део турске војске на челу са Махмуд-пашом Анђеловићем прелази из долине Мораве у долину Колубаре и осваја ове области. У турским дефтерима из 1476. спомиње се село Шутице (данас Шутци). У дефтрерима из 1525. године спомињу се љишка села Козељ, Ивановци, Штавица, Шутци, Пољана (данас Пољанице), Липа (вероватно Липље) и Оздрпанци (данас Живковци). Ова села спомињу се и у попису из 1528. године, а 1559/60. и 1572. године спомиње се и село Ба.
Средином 17. века, љишким крајем пролази турски путописац Евлија Челебија, који спомиње реку Љиг, села Липље, Моравце, Пах (село Ба), Кадину Луку и Славковицу.
У рату са Аустријом 1716-1718. године, Турска губи област Србије и тада долази до оснивања Аустријске Краљевине Србије 1718. године. Тада Аустријанци праве попис 1718-1719. године где се први пут спомињу љишка села: Палежница, Бошњановић, Бабајић, Цветановац и Бањани (Доњи Бањани).

#### Модерно доба
Модерно доба у љишком крају почиње 1791. године, повратком Алексе Ненадовића из фрајкора у Ваљево када се Љишки срез чији је први срески кмет био Васиљ Савић из Велишеваца. У састав овог среза улазила су села: Ракари, Јајчић, Латковић, Тодорин До, Бошњановић, Цветановци, Доњи Лајковац, Врачевић, Бабајић, Велишевци, Кадина Лука, Палежница, Славковица, Ржанице (данас део Славковице), Пепељевац, Прњавор (данас Боговађа) и Дучић. Наспрам Љишког среза, с десне обале реке Љиг стајала је област Качера у склопу Рудничке нахије. У склопу ове нахије налазило се село Гукош у чијем атару ће настати будућа варош Љиг.
Уочи Првог српског устанка, Турци у страху од устанка организују сечу кнезова у Србији, а међу првим жртвама овог злочина је архимандрит манастира у Моравцима - Хаџи Ђера који је посечен у фебруару 1804. године. У време устанака, из љишког краја истакли су се буљубаша Живко Сајић из Кадине Луке и Живан Стојановић из Живковаца.
Након устанака, у атару Гукоша постепено се развија засеок Куће на Љигу. На овом месту се најпре гради друмска механа код моста на Љигу, а са друге стране, у Бабајићу се такође гради слична механа. До 1907. године, у засеоку Куће на Љигу налазило се мало насеље са општинском судницом, механом, основном школом, два дућана, две чаругџије, три терзије и неколико кућа. 1911. године почиње изградња пруге уског колосека Лајковац - Горњи Милановац која је пролазила кроз Бабајић где се налазила зграда железничке станице, а 1. јануара 1912. године отвара се прва пошта.

#### Први светски рат
На територији данашње вароши и дуж реке Љиг, налазила се линија фронта за време чувене Колубарске битке. Са леве стране реке Љиг налазиле су се аустроугарске јединице, док су се са десне стране налазили делови Прве армије Живојина Мишића и Треће армије Павла Јуришића Штурма. У самом Љигу се током Колубарске битке посебно се истакао пуковник Живојин Бацић, командант XIII пука II позива Хајдук Вељко. Његов задатак био је да брани положаје у Гукошу и држи одступницу повлачењу Прве и Треће армије. Тешко рањен, остао је само са два ордонанса. Одбивши да се преда бројчано надмоћнијем противнику, наредио је отварање ватре, али убрзо сви тројица бивају усмрћени. Ценећи овај гест, аустроугарски генерал фон Апер наређује да се пуковник Бацић сахрани са свим војним почастима. Живојин Бацић данас почива у темељима љишке цркве Рођења Светог Јована Претече, а у Љигу му је подигнут споменик. Споменик који је подигло Удружење „1300 каплара”, посвећен овој бици, подигнут је на планини Рајац.

#### Међуратни период
Љиг је проглашен за варош указом краља Александра I Карађорђевића 3. септембра 1920. године. Од тада креће убрзан развој вароши. 1922. године пушта се у рад пруга Лајковац - Горњи Милановац која је пролазила с леве стране реке Љиг. Оснивају се разне задруге, радње, акционарска друштва: Љишка банка (1922), ФК Гладијатор (1922), Читаоница (1927), Соколско друштво Љиг (1927), Здравствена задруга (1928), апотека (1928), хуманитарно друштво Српска мајка (1932)... Главни извозни артикал Љига и љишког краја у међуратном периоду била је шљива која је извожена у Аустрију, а међу трговцима који су се највише истакли у продаји шљива били су браћа Милорад - Мишур Кубуровић и Милан Недељковић.
Део Љига са десне стране истоимене реке је административно припадао срезу Качерском, округу Рудничком, области Шумадијској, а други део са леве стране реке срезу Колубарском, области Ваљевској. Од 1929. године, десни део вароши припада Дунавској бановини, а леви део Дринској бановини. Указом краља Александра од 15. јула 1925. године, проглашава се општина варошице Љига.
1930. године почиње изградња љишке цркве Рођења Светог Јована Претече која је првобитно замишљена као спомен-костурница у којој ће бити похрањени земни остаци војника страдалих у време Колубарске битке. Од спомен-костурнице се одустало и она је изграђена у Лазаревцу у цркви Светог великомученика Димитрија. Ипак, црква у Љигу је завршена 1939. године, а у њеним темељима почива пуковник Живојин Бацић.

#### Други светски рат
Убрзо након немачке окупације, на простору Југославије организују се покрети отпора. У првом реду то су ЈВуО и партизански покрет. Међу виђенијим члановима ЈВуО у Љигу и околини били су поручник Драгиша Нинковић из Дића, капетан Милјан Јовановић из Пољаница и наредник Милован Недељковић из Мораваца. С друге стране, истакнути чланови партизанског покрета били су Лука Спасојевић из Бабајића, учитељ Сава Керковић, Стева Марковић Сингер из Шутаца и други. Окупацију у Љигу обележио је догађај познат као Љишка битка који се одвио 10. септембра 1941. године када је на љишком мосту дошло до сукоба Колубарске чете Ваљевског НОП одреда и немачких снага. Иако је оставио дубок траг у свести мештана, овај догађај је касније вишеструко предимензиониран и број немачких жртава вишеструко повећаван. Епилог овог догађаја било је више мртвих и рањених са обе стране и бомбардовање Љига. Овом догађају посвећен је Споменик љишкој борби, чувени љишки Бомбаш.
Један од најважнијих догађаја у читавој околини Љига током Другог светског рата био је Светосавски конгрес у селу Ба који је одржан 25-27. јануара 1944. године на ком је политичко руководство Равногорског покрета у присуству свих релевантних политичких снага у Југославији донело своју платформу уређења послератне Југославије која није реализована услед пораза ЈВуО у грађанском рату.
До лета 1944. године, равногорске снаге су контролисале највећи део Качерског среза, али их током септембра 1944. године из ових крајева потискују делови 1. пролетерског корпуса НОВЈ који у Љиг улази 12. септембра 1944. године чиме су окончана ратна дејства у љишком крају, али не и грађански рат који је следио у наредним годинама.

#### Послератни период
Одмах након рата, формира се Скупштина општине Љиг 24. октобра 1944. године као Народноослободилачки одбор варошице Љига. 1947. формира се Љишки срез на деловима Качерског и Колубарског среза и обухвата 36 села. Љишки срез се укида 1. јуна 1955. године када се припаја Лазаревачком срезу, а касније читава област потпада под Ваљевски срез. Данашња Скупштина општине Љиг формира 1963. године, а 2. јула 1964. године конституишу се месне заједнице у оквиру општине.
Љиг је био седиште два трговинска предузећа и то 7. јули и Пољопроизвод. Развија се и индустрија: 1953. отвара се ливница Прва седмолетка, 1958. каменорезачко предузеће Пешчар, 1960. аутоматски млин, 1962. занатски погон Победа (од 1970. текстилна индустрија). Један од главних мотора развоја Љига, била је изградња Ибарске магистрале (1965) која пресудно утиче на убрзан развој и урбанизацију Љига. Отварањем мотела и хотела са термалном водом уз Ибарску магистралу, Љиг постаје и туристички центар.
Деведесетих година почиње крах љишке привреде и постепено опадање вароши Љиг. Ратни вихор на подручју Југославије није заобишао ни Љиг. У Бици на Кошарама, 5. маја 1999. године гине Дарко Милошевић у 21. години живота. Помен на овог хероја са Кошара одржава сваке године на дан његове погибије у парку преко пута породичне куће Милошевића где му је подигнут споменик.

## Демографија
У насељу Љиг живи 2316 пунолетних становника, а просечна старост становништва износи 38,2 година (36,8 код мушкараца и 39,5 код жена). У насељу има 1018 домаћинстава, а просечан број чланова по домаћинству је 2,93.
Ово насеље је великим делом насељено Србима (према попису из 2002. године), а у последња три пописа, примећен је пораст у броју становника.
|             | \| Демографија[21] \| Демографија[21] \| Демографија[21] \| \| Година \| Становника \| Становника \| \| --------------- \| --------------- \| --------------- \| \| 1948. \| 964 \| \| \| 1953. \| 1.194 \| \| \| 1961. \| 1.416 \| \| \| 1971. \| 1.954 \| \| \| 1981. \| 2.632 \| \| \| 1991. \| 2.754 \| 2.694 \| \| 2002. \| 2.979 \| 3.080 \| \| 2011. \| 3.226 \| \| |            |
| Демографија | |            |
| Година      | Становника | Становника |
| 1948.       | 964 |            |
| 1953.       | 1.194 |            |
| 1961.       | 1.416 |            |
| 1971.       | 1.954 |            |
| 1981.       | 2.632 |            |
| 1991.       | 2.754 | 2.694      |
| 2002.       | 2.979 | 3.080      |
| 2011.       | 3.226 |            |

| Етнички састав према попису из 2002.‍ | Етнички састав према попису из 2002.‍ | Етнички састав према попису из 2002.‍ | Етнички састав према попису из 2002.‍ | Етнички састав према попису из 2002.‍ |
| ------------------------------------ | ------------------------------------ | ------------------------------------ | ------------------------------------ | ------------------------------------ |
|                                      |                                      |                                      |                                      |                                      |
| Срби                                 | Срби                                 |                                      | 2.912                                | 97,75%                               |
| Црногорци                            | Црногорци                            |                                      | 14                                   | 0,46%                                |
| Роми                                 | Роми                                 |                                      | 6                                    | 0,20%                                |
| Горанци                              | Горанци                              |                                      | 6                                    | 0,20%                                |
| Југословени                          | Југословени                          |                                      | 5                                    | 0,16%                                |
| Македонци                            | Македонци                            |                                      | 3                                    | 0,10%                                |
| Хрвати                               | Хрвати                               |                                      | 2                                    | 0,06%                                |
| Словенци                             | Словенци                             |                                      | 2                                    | 0,06%                                |
| Муслимани                            | Муслимани                            |                                      | 2                                    | 0,06%                                |
| Мађари                               | Мађари                               |                                      | 1                                    | 0,03%                                |
| непознато                            | непознато                            |                                      | 19                                   | 0,63%                                |

| Година пописа     | 1948. | 1953. | 1961. | 1971. | 1981. | 1991. | 2002. |
| ----------------- | ----- | ----- | ----- | ----- | ----- | ----- | ----- |
| Број домаћинстава | 396   | 425   | 497   | 731   | 920   | 938   | 1.018 |

| Број чланова      | 1   | 2   | 3   | 4   | 5  | 6  | 7 | 8 | 9 | 10 и више | Просек |
| ----------------- | --- | --- | --- | --- | -- | -- | - | - | - | --------- | ------ |
| Број домаћинстава | 201 | 243 | 205 | 231 | 92 | 37 | 4 | 2 | 3 | 0         | 2,93   |

| Пол    | Укупно | Неожењен/Неудата | Ожењен/Удата | Удовац/Удовица | Разведен/Разведена | Непознато |
| ------ | ------ | ---------------- | ------------ | -------------- | ------------------ | --------- |
| Мушки  | 1.113  | 290              | 755          | 34             | 30                 | 4         |
| Женски | 1.298  | 220              | 771          | 222            | 72                 | 13        |
| УКУПНО | 2.411  | 510              | 1.526        | 256            | 102                | 17        |

| Пол    | Укупно                    | Пољопривреда, лов и шумарство | Рибарство                            | Вађење руде и камена | Прерађивачка индустрија       |
| ------ | ------------------------- | ----------------------------- | ------------------------------------ | -------------------- | ----------------------------- |
| Мушки  | 581                       | 13                            | 0                                    | 46                   | 104                           |
| Женски | 478                       | 10                            | 0                                    | 21                   | 58                            |
| УКУПНО | 1.059                     | 23                            | 0                                    | 67                   | 162                           |
| Пол    | Производња и снабдевање   | Грађевинарство                | Трговина                             | Хотели и ресторани   | Саобраћај, складиштење и везе |
| Мушки  | 24                        | 41                            | 71                                   | 15                   | 77                            |
| Женски | 8                         | 1                             | 74                                   | 19                   | 18                            |
| УКУПНО | 32                        | 42                            | 145                                  | 34                   | 95                            |
| Пол    | Финансијско посредовање   | Некретнине                    | Државна управа и одбрана             | Образовање           | Здравствени и социјални рад   |
| Мушки  | 0                         | 26                            | 55                                   | 24                   | 11                            |
| Женски | 8                         | 51                            | 50                                   | 46                   | 57                            |
| УКУПНО | 8                         | 77                            | 105                                  | 70                   | 68                            |
| Пол    | Остале услужне активности | Приватна домаћинства          | Екстериторијалне организације и тела | Непознато            | Непознато                     |
| Мушки  | 11                        | 0                             | 0                                    | 63                   | 63                            |
| Женски | 11                        | 0                             | 0                                    | 46                   | 46                            |
| УКУПНО | 22                        | 0                             | 0                                    | 109                  | 109                           |

## Галерија
- Улаз у Љиг
- Зграда општине Љиг
- Црква Светог Јована
- Дечја библиотека
- Поток Годевац
- Косидба, Рајац
- Споменици народним херојима
- Споменик љишкој борби
- Споменик Живојину Бацићу
- Споменик жртвама фашизма